# Sint-Elisabethkerk (Düsseldorf)
De Sint-Elisabethkerk (Duits: Elisabethkirche) is een rooms-katholieke kerk aan het Vinzenzplatz in het stadscentrum van Düsseldorf. De kerk werd aan de heilige Elisabeth van Thüringen gewijd. Het is de enige tussen huizenrijen ingebouwde kerk van de stad en staat sinds 1983 onder monumentenzorg. 

## Gebouw
De Elisabethkerk is een drieschepig neoromaans kerkgebouw met twee torens en een breed portaalfront. Ze werd tussen 1908-1910 naar ontwerp van de Düsseldorfse architect Josef Kleesattel gebouwd. 
Oorspronkelijk werd de kerk als een vrijstaand gebouw gepland. Omdat de betreffende bouwgrond echter zeer dicht bij de dieper gelegen spoorlijn lag, bestond er grote twijfel om juist daar een kerk te bouwen. Dus besloot men een deel van de bouwgrond weer te verkopen. Toen uiteindelijk het besluit viel om er toch te gaan bouwen, was de nog beschikbare grond ontoereikend om er een vrijstaande kerk te bouwen. Zo besloot men de Elisabethkerk tussen de huizenrij te voegen. 
De kerk werd in de Tweede Wereldoorlog aanzienlijk beschadigd, maar parochianen herstelden zelf de schade na de oorlog. De apsis werd daarentegen pas in 1994 weer gereconstrueerd, tot die tijd had men een eenvoudige muur als provisorische afsluiting gemetseld. 

## Gemeente
Tot de huidige parochiegemeente Sint-Elisabeth en Sint-Vincentius behoorde tot 2001 ook de in 1926 gebouwde Vincentiuskerk aan de Höherweg te Düsseldorf. Deze kerk wordt tegenwoordig gebruikt door een christelijke gemeenschap met de naam New Life Fellowship.  

## Inrichting
De kerk werd in de Tweede Wereldoorlog zo sterk verwoest, dat niet alleen de gehele beschildering maar ook het grootste deel van de inrichting verloren ging. De kerk kent tegenwoordig weinig decoratie en aan de oude kerk herinnert nog slechts het triomfkruis.